# Domvast
Domvast és un municipi francès situat al departament del Somme i a la regió dels Alts de França. L'any 2007 tenia 314 habitants.

## Demografia

### Població

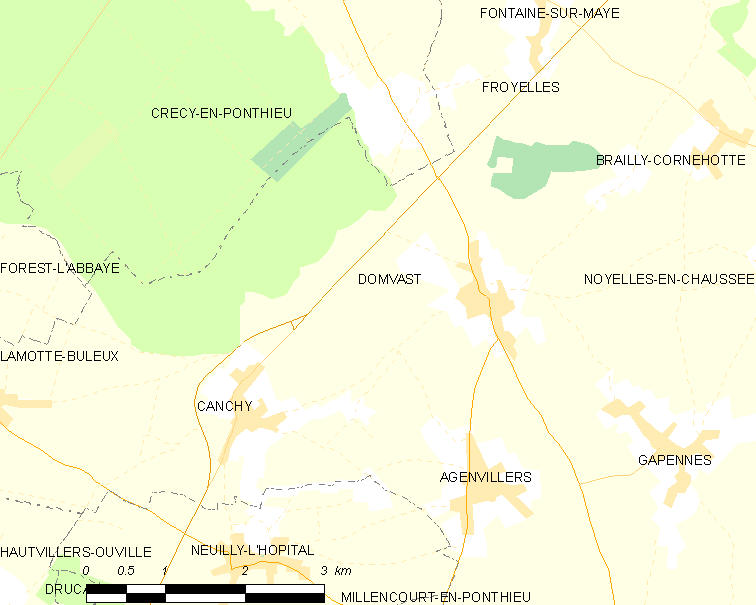

El 2007 la població de fet de Domvast era de 314 persones. Hi havia 111 famílies de les quals 14 eren unipersonals (7 homes vivint sols i 7 dones vivint soles), 30 parelles sense fills, 56 parelles amb fills i 11 famílies monoparentals amb fills.

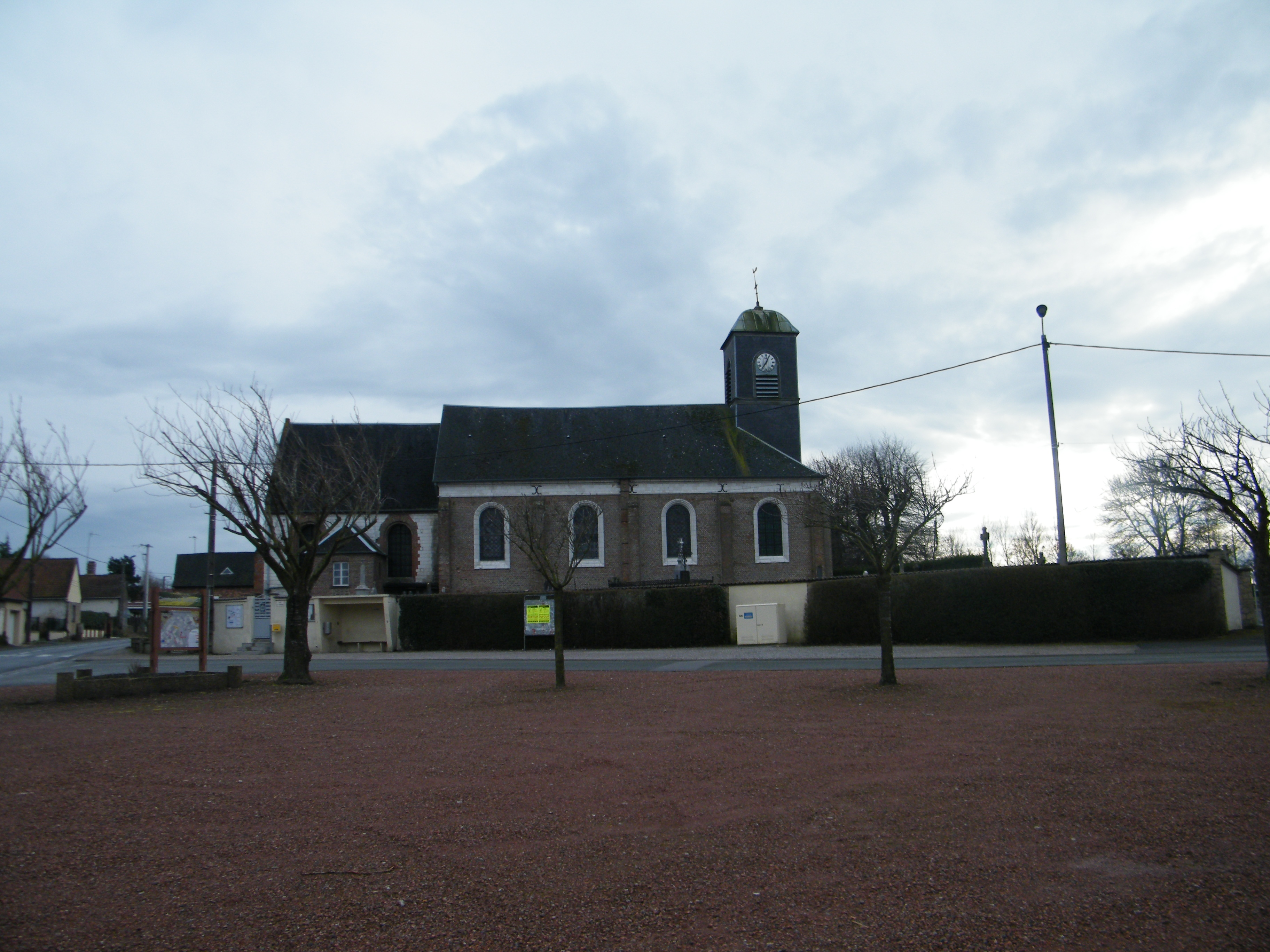

La població ha evolucionat segons el següent gràfic:
Habitants censats

### Habitatges
El 2007 hi havia 136 habitatges, 109 eren l'habitatge principal de la família, 18 eren segones residències i 8 estaven desocupats. 129 eren cases i 5 eren apartaments. Dels 109 habitatges principals, 97 estaven ocupats pels seus propietaris, 10 estaven llogats i ocupats pels llogaters i 2 estaven cedits a títol gratuït; 1 tenia una cambra, 6 en tenien dues, 19 en tenien tres, 35 en tenien quatre i 49 en tenien cinc o més. 104 habitatges disposaven pel capbaix d'una plaça de pàrquing. A 43 habitatges hi havia un automòbil i a 55 n'hi havia dos o més.

### Piràmide de població
La piràmide de població per edats i sexe el 2009 era:
| Homes | Edats   | Dones |
| ----- | ------- | ----- |
| 0     | 95 o +  | 0     |
| 0     | 90 a 94 | 4     |
| 4     | 85 a 89 | 4     |
| 4     | 80 a 84 | 0     |
| 0     | 75 a 79 | 20    |
| 4     | 70 a 74 | 4     |
| 8     | 65 a 69 | 4     |
| 0     | 60 a 64 | 8     |
| 4     | 55 a 59 | 0     |
| 4     | 50 a 54 | 8     |
| 0     | 45 a 49 | 4     |
| 16    | 40 a 44 | 4     |
| 0     | 35 a 39 | 20    |
| 16    | 30 a 34 | 8     |
| 4     | 25 a 29 | 4     |
| 4     | 20 a 24 | 0     |
| 0     | 15 a 19 | 0     |
| 8     | 10 a 14 | 8     |
| 4     | 5 a 9   | 12    |
| 16    | 0 a 4   | 4     |

## Economia

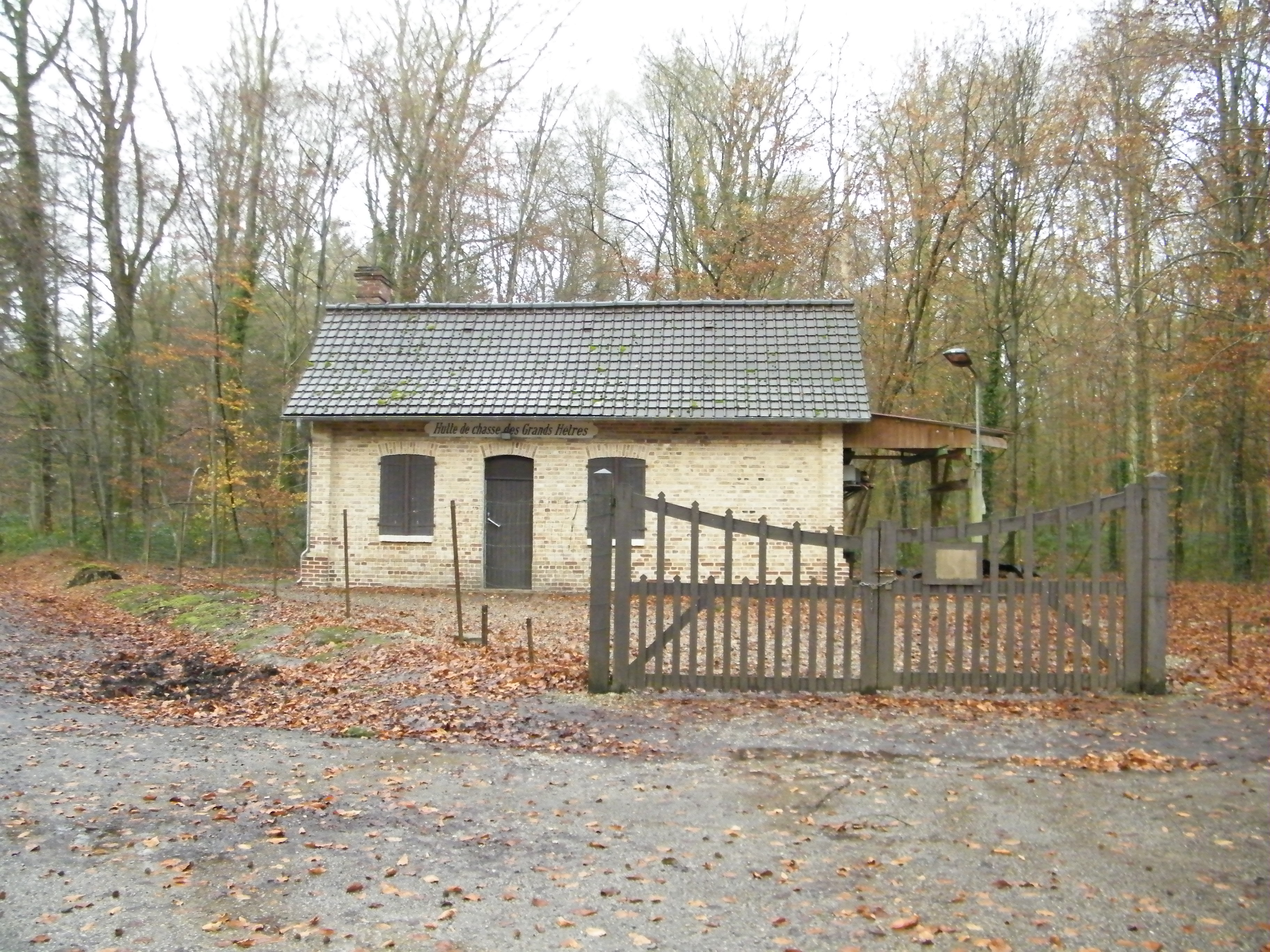

El 2007 la població en edat de treballar era de 188 persones, 135 eren actives i 53 eren inactives. De les 135 persones actives 128 estaven ocupades (74 homes i 54 dones) i 8 estaven aturades (5 homes i 3 dones). De les 53 persones inactives 13 estaven jubilades, 10 estaven estudiant i 30 estaven classificades com a «altres inactius».

### Ingressos
El 2009 a Domvast hi havia 117 unitats fiscals que integraven 347 persones, la mediana anual d'ingressos fiscals per persona era de 16.361 €.

### Activitats econòmiques
Dels 4 establiments que hi havia el 2007, 1 era d'una empresa de fabricació d'altres productes industrials, 1 d'una empresa de construcció, 1 d'una empresa de transport i 1 d'una empresa immobiliària.
Dels 3 establiments de servei als particulars que hi havia el 2009, 1 era un taller de reparació d'automòbils i de material agrícola, 1 electricista i 1 agència immobiliària.
L'any 2000 a Domvast hi havia 11 explotacions agrícoles que ocupaven un total de 742 hectàrees.

## Poblacions més properes
El següent diagrama mostra les poblacions més properes.